# Zheng (instrument)
Pour les articles homonymes, voir Zheng (homonymie).
Le zheng (chinois : 箏 ; pinyin : zhēng), également guzheng (chinois : 古箏 ; pinyin : gǔzhēng), est un cordophone de la catégorie des cithares-sur-table à chevalets mobiles. 
Sa facture a évolué à partir de formats divers, suivant les époques et les régions. 